# Opas caudata
Opas caudata là một loài nhện trong họ Tetragnathidae.
Loài này thuộc chi Opas. Opas caudata được Cândido Firmino de Mello-Leitão miêu tả năm 1944.